# Dalečín (hrad)
Dalečín je zřícenina hradu stojící uprostřed obce Dalečín v okrese Žďár nad Sázavou v Kraji Vysočina. Hrad byl postaven na skalnatém výběžku, chráněném ze tří stran řekou Svratkou. Je chráněn jako kulturní památka České republiky.

## Historie hradu
Zřícenina hradu Dalečín, často mylně označovaného jako Tolenstein (tento název není historicky doložen, objevuje se až v místopisných pracích 19. století), stojí na kopci nad řekou Svratkou. První písemná zpráva je z roku 1358, kdy jej získal Jimram z Pernštejna. Stavitelem hradu byl po roce 1349 Vznata z Tasova (z rodu Tasovců), druhý manžel Kláry, vdovy po Štěpánovi z Pernštejna. Pro pány z Pernštejna nebyl důležitým sídlem a proto jeho další osudy nejsou známy. Dobytí a zboření hradu v roce 1519 vojsky moravského hejtmana Artleba Vranovského z Boskovic se neopírá o žádný věrohodný pramen, jde spíše o nepřesný výklad barokních historiků, v jejichž pracích se tento údaj ponejprv objevuje. Roku 1588, kdy jej Jan z Pernštejna postoupil Pavlu Katharýnovi z Katharu, je uváděn jako pustý. V jeho sousedství tehdy vzniká nový dvůr s drobnou tvrzí, který zde obnovuje tradici šlechtického sídla.

## Současný stav
Dnes jsou zbytky hradu upraveny jako park. Zachovala se mohutná část zdiva se střílnami a okny obytných místností, vybavených ve výklencích sedátky. Na zdi lze rozeznat 3 podlaží.
Podle stavebního slohu – tzv. lucemburská gotika – se zjistilo, že byl postaven po roce 1349, jak svědčí i zápisy v zemských deskách. Dispozicí se řadí mezi hrady s plášťovou zdí, které byly rozšířeny hlavně ve 14. století; celkem měl 4 patra. Obvodovou zeď prolamují v přízemí tři střílny, první patro mělo dvě místnosti (dle zachovaného torza) se třemi okny. Ve druhém patře se nacházejí 4 okna a pravděpodobně i pozůstatek prevetu, případně průchodu na vnější plášť hradby. Nad druhým patrem se zachovala část obranného patra. Přístup vedl pravděpodobně po parkánu se dvěma branami.

## Galerie

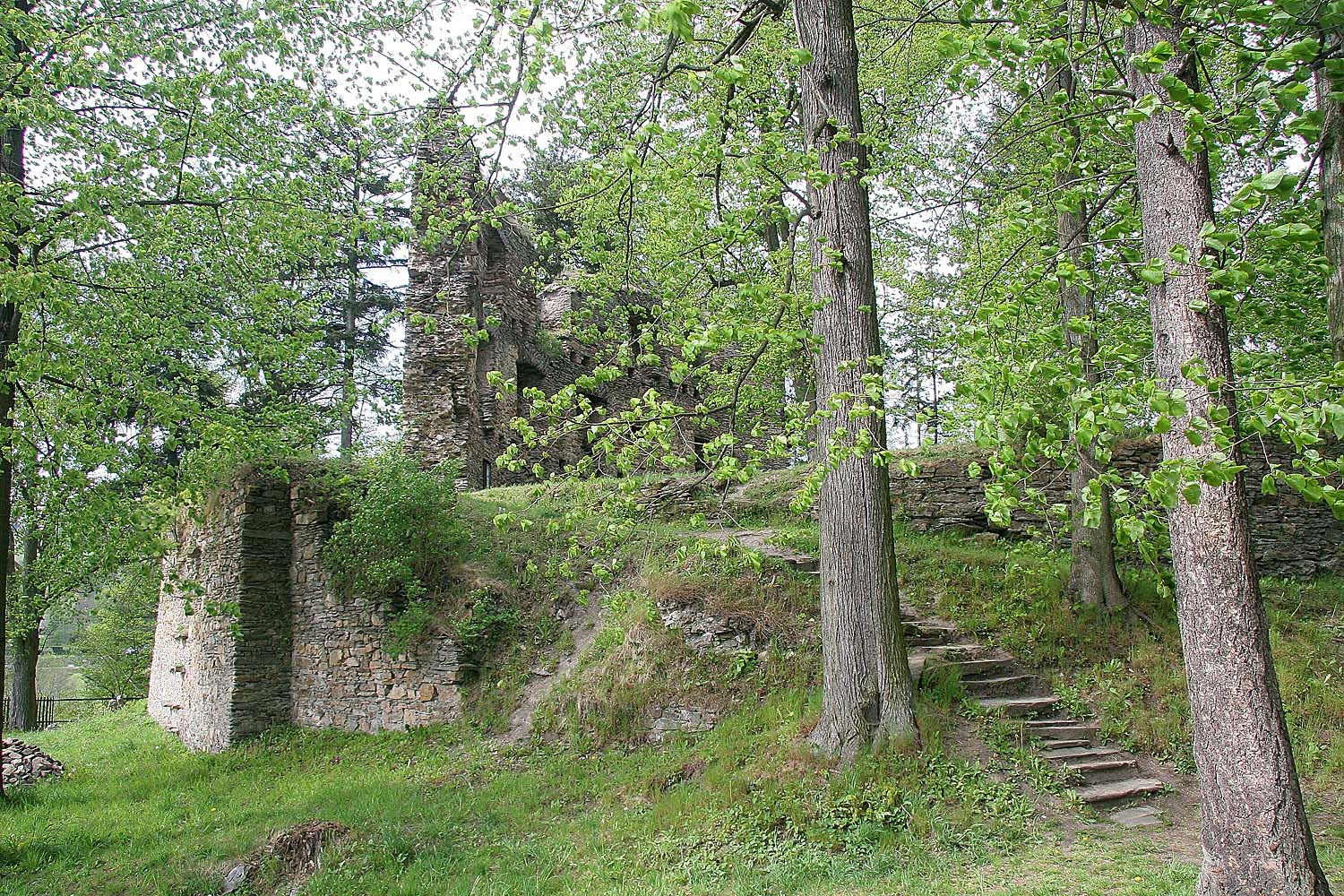
Hrad Dalečín – přístup do paláce
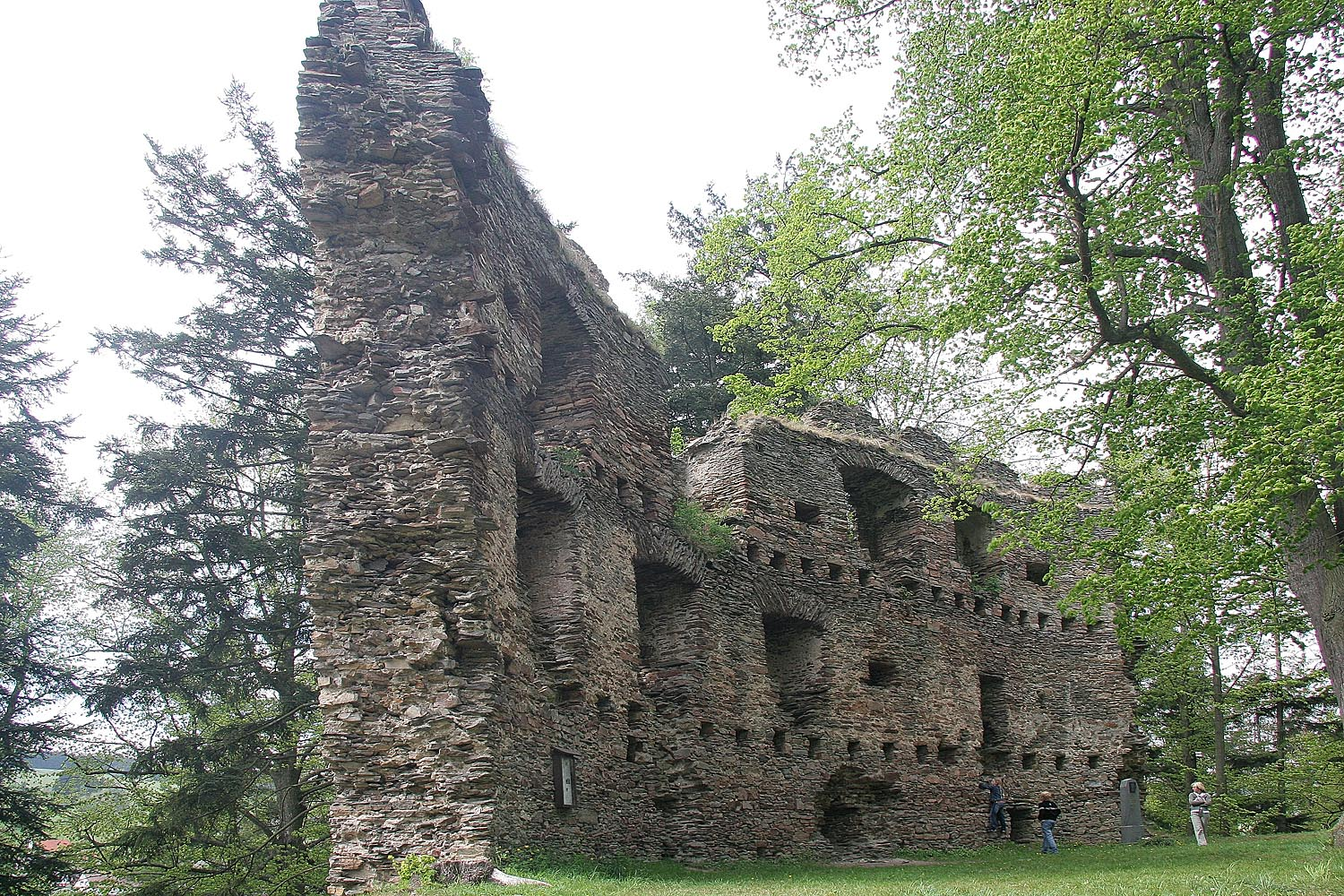
Hrad Dalečín
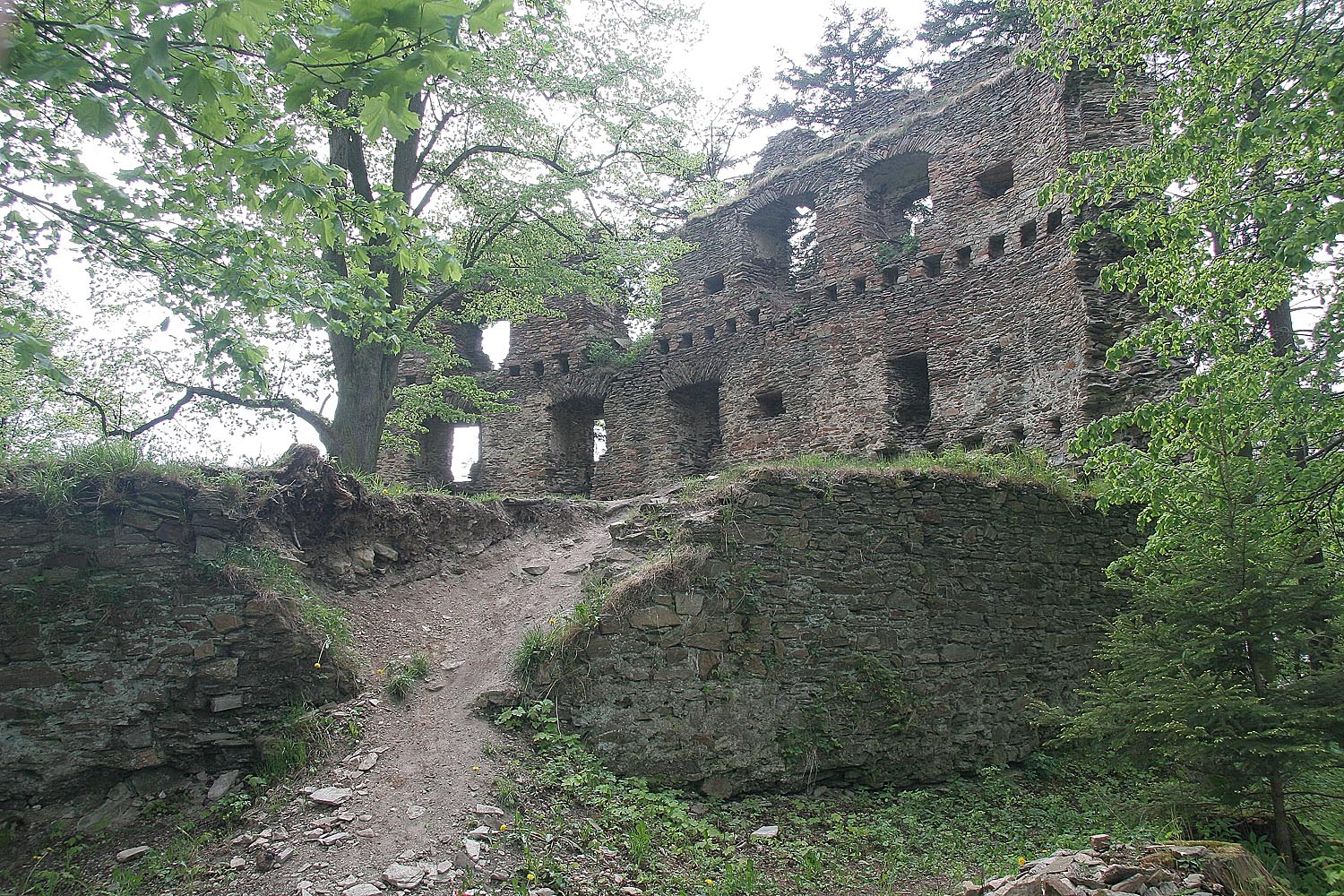
Hrad Dalečín – pozůstatky obvodní zdi
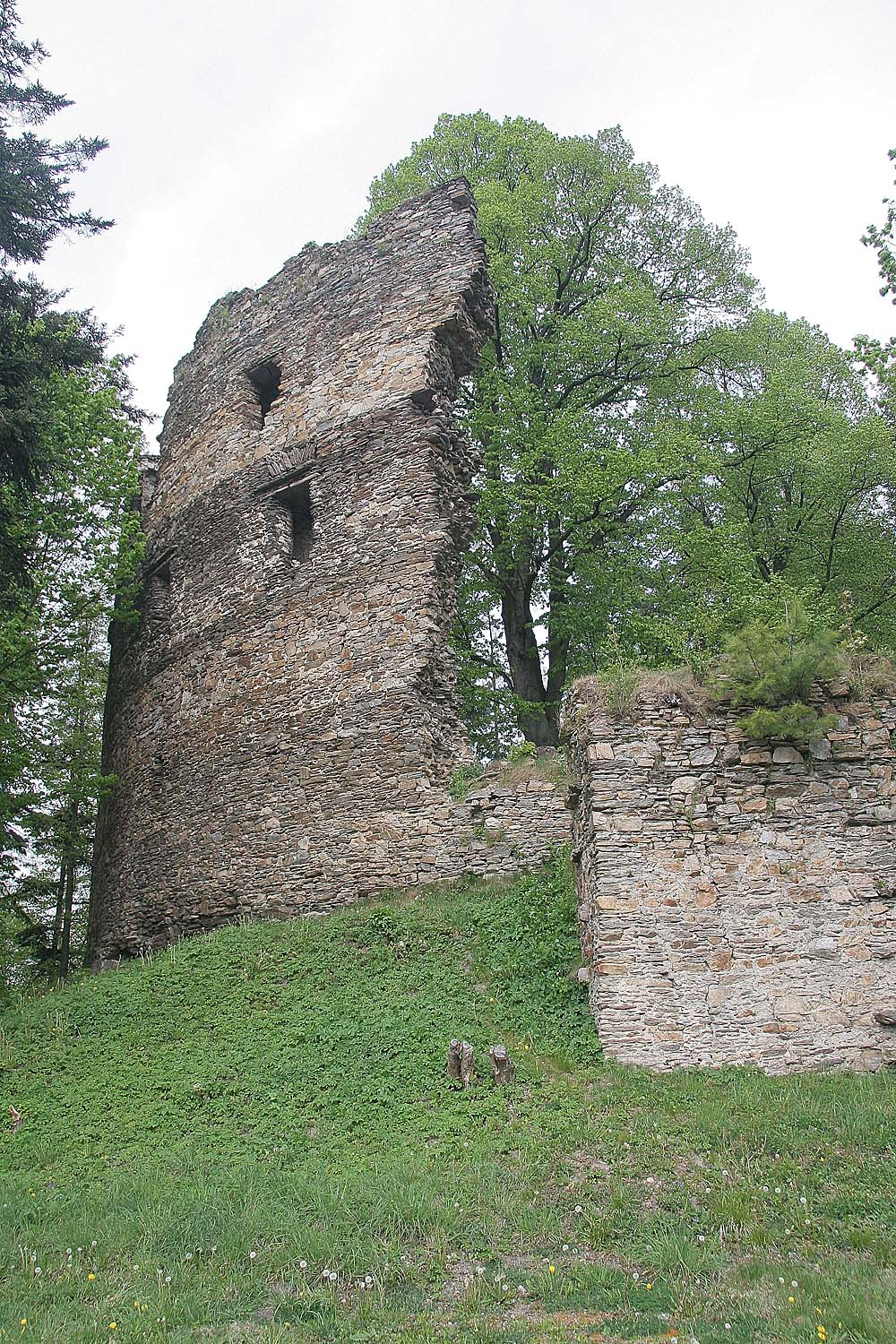
Hrad Dalečín
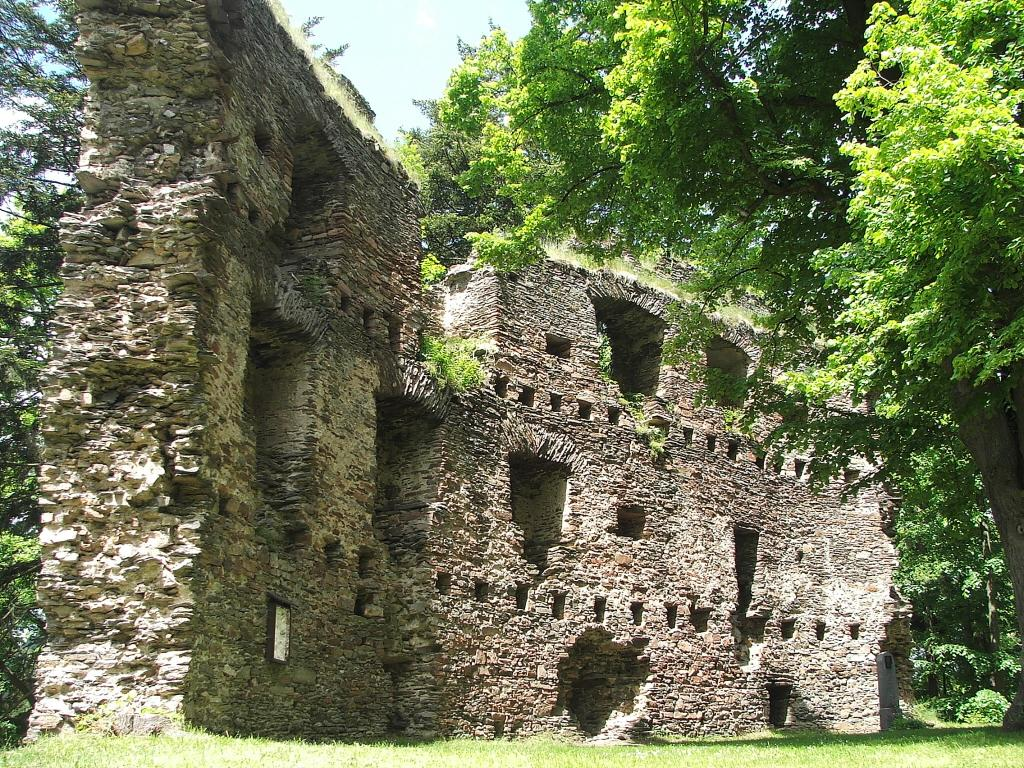
Pohled na zachovalou část hradu Dalečín v roce 2006